# Hong Joon-pyo
Hong Joon-pyo (né le 5 décembre 1954), également écrit Hong Jun-pyo, est un homme politique sud-coréen, actuel leader du Parti de la liberté de Corée.

## Prises de position
Il défend des positions homophobes, estimant notamment que la présence de soldats homosexuels « affaiblit » les forces armées sud-coréennes.
Opposé aux efforts de rapprochement inter-coréens déployés par le président Moon Jae-in, il enjoint en 2018 à Donald Trump de ne jamais cesser d'exiger la dénucléarisation de la Corée du Nord comme préalable à la discussion, et de préserver l’alliance entre les États-Unis et la Corée du Sud pour se prémunir non seulement contre Pyongyang, mais aussi contre la Chine et la Russie.